# Fußballclub Bayer 05 Uerdingen 1975-1976
Questa voce raccoglie le informazioni riguardanti il Fußballclub Bayer 05 Uerdingen nelle competizioni ufficiali della stagione 1975-1976.

## Stagione
Nella stagione 1975-1976 il Bayer Uerdingen, allenato da Klaus Quinkert, concluse il campionato di Bundesliga al 18º posto. In Coppa di Germania il Bayer Uerdingen fu eliminato al primo turno dal Schwarz-Weiß Essen.

## Rosa
| N. |                     | Ruolo | Calciatore        |
| -- | ------------------- | ----- | ----------------- |
|    | Germania (bandiera) | P     | Manfred Kroke     |
|    | Germania (bandiera) | P     | Werner Vollack    |
|    | Germania (bandiera) | D     | Norbert Brinkmann |
|    | Germania (bandiera) | D     | Paul Hahn         |
|    | Germania (bandiera) | D     | Lothar Prehn      |
|    | Germania (bandiera) | D     | Horst Riege       |
|    | Germania (bandiera) | D     | Werner Steeger    |
|    | Germania (bandiera) | D     | Edmund Stieber    |
|    | Germania (bandiera) | C     | Wolfgang Franke   |
|    | Germania (bandiera) | C     | Friedhelm Funkel  |
|    | Germania (bandiera) | C     | Uwe Hansel        |

| N. |                     | Ruolo | Calciatore             |
| -- | ------------------- | ----- | ---------------------- |
|    | Germania (bandiera) | C     | Lorenz-Günther Köstner |
|    | Ungheria (bandiera) | C     | Georg Kottán           |
|    | Germania (bandiera) | C     | Ludwig Lurz            |
|    | Germania (bandiera) | C     | Heinz Mostert          |
|    | Germania (bandiera) | C     | Franz Raschid          |
|    | Germania (bandiera) | C     | Josef Schneiders       |
|    | Germania (bandiera) | C     | Hans-Jürgen Wloka      |
|    | Germania (bandiera) | A     | Wolfgang Figura        |
|    | Germania (bandiera) | A     | Klaus Lenzke           |
|    | Germania (bandiera) | A     | Peter Lübeke           |
|    | Germania (bandiera) | A     | Reinhard Willi         |

## Organigramma societario
Area tecnica
- Allenatore: Klaus Quinkert
- Allenatore in seconda:
- Preparatore dei portieri:
- Preparatori atletici:

## Calciomercato

### Sessione estiva
| Acquisti | Acquisti               | Acquisti            | Acquisti |
| R.       | Nome                   | da                  | Modalità |
| -------- | ---------------------- | ------------------- | -------- |
| C        | Georg Kottán           | VÖEST Linz          |          |
| A        | Wolfgang Figura        | Homberg             |          |
| C        | Uwe Hansel             | Duisburg (juniores) |          |
| C        | Lorenz-Günther Köstner | Borussia M'gladbach |          |
| A        | Peter Lübeke           | Saarbrücken         |          |
| A        | Reinhard Willi         | Friburgo            |          |

| Cessioni | Cessioni         | Cessioni    | Cessioni |
| R.       | Nome             | a           | Modalità |
| -------- | ---------------- | ----------- | -------- |
| A        | Dieter Kraus     | Mülheim     |          |
| C        | Wolfgang Lüttges | Hannover 96 |          |

### Sessione invernale
| Acquisti | Acquisti | Acquisti | Acquisti |
| R.       | Nome     | da       | Modalità |
| -------- | -------- | -------- | -------- |

| Cessioni | Cessioni     | Cessioni    | Cessioni |
| R.       | Nome         | a           | Modalità |
| -------- | ------------ | ----------- | -------- |
| C        | Peter Falter | Monaco 1860 |          |

## Risultati

### Bundesliga

#### Girone di andata
| Arbitro: | Lutz |

|                   |           |            |
| Hrubesch 28’, 42’ | Marcatori | 56’ Funkel |

| Krefeld 16 agosto 1975, ore 15:30 CET 2ª giornata | Bayer Uerdingen | 0 – 0 referto | Bochum | Grotenburg Stadion (11 000 spett.)\| Arbitro: \| Dreher \| |
| Arbitro:                                          | Dreher          |               |        |                                                            |

| Arbitro: | Quindeau |

|                                         |           |           |
| Grabowski 54’ Hölzenbein 77’ Wenzel 86’ | Marcatori | 10’ Wloka |

| Arbitro: | Picker |

|                  |           |            |
| Köstner 68’, 75’ | Marcatori | 58’ Müller |

| Arbitro: | Walther |

|                                                   |           |  |
| Kostedde 5’ Beer 38’ (rig.), 42’ (rig.), 63’, 81’ | Marcatori |  |

| Krefeld 6 settembre 1975, ore 15:30 CET 6ª giornata | Bayer Uerdingen | 0 – 0 referto | Eintracht Braunschweig | Grotenburg Stadion (15 000 spett.)\| Arbitro: \| Walz \| |
| Arbitro:                                            | Walz            |               |                        |                                                          |

| Arbitro: | Ohmsen |

|                    |           |  |
| Gutzeit 63’ (rig.) | Marcatori |  |

| Arbitro: | Frickel |

|                    |           |          |
| Riege 11’ Hahn 44’ | Marcatori | 28’ Kamp |

| Arbitro: | Aldinger |

|           |           |          |
| Riege 44’ | Marcatori | 88’ Löhr |

| Arbitro: | Antz |

|                     |           |  |
| Herzog 70’ Geye 72’ | Marcatori |  |

| Arbitro: | Riegg |

|                                     |           |                              |
| Köstner 36’, 67’ (rig.) Raschid 60’ | Marcatori | 65’ Lütkebohmert 75’ Kremers |

| Arbitro: | Meuser |

|                 |           |                            |
| Janzon 42’, 60’ | Marcatori | 15’, 23’ Lübeke 89’ Funkel |

| Arbitro: | Eschweiler |

|           |           |              |
| Riege 88’ | Marcatori | 79’ Simonsen |

| Arbitro: | Haselberger |

|                            |           |           |
| Hayduk 26’, 79’ Anders 73’ | Marcatori | 43’ Wloka |

| Arbitro: | Gabor |

|                       |           |                   |
| Funkel 75’ Lübeke 89’ | Marcatori | 30’, 78’ Sandberg |

| Amburgo 29 novembre 1975, ore 15:30 CET 16ª giornata | Amburgo  | 0 – 0 referto | Bayer Uerdingen | Volksparkstadion (31 000 spett.)\| Arbitro: \| Schröder \| |
| Arbitro:                                             | Schröder |               |                 |                                                            |

| Arbitro: | Schmoock |

|  |           |                                 |
|  | Marcatori | 7’, 87’, 89’ Worm 48’ Schneider |

#### Girone di ritorno
| Arbitro: | Klauser |

|           |           |              |
| Wloka 54’ | Marcatori | 75’ Hrubesch |

| Arbitro: | Meuser |

|                               |           |  |
| Ellbracht 13’, 23’ Lameck 61’ | Marcatori |  |

| Arbitro: | Horstmann |

|  |           |                                                              |
|  | Marcatori | 34’ Reichel 56’ (rig.), 83’ Nickel 86’ Wenzel 89’ Hölzenbein |

| Arbitro: | Lutz |

|                                  |           |  |
| Müller 54’ (rig.) Rummenigge 85’ | Marcatori |  |

| Arbitro: | Linn |

|               |           |          |
| Brinkmann 68’ | Marcatori | 77’ Beer |

| Arbitro: | Walther |

|                     |           |  |
| Gersdorff 9’ (rig.) | Marcatori |  |

| Arbitro: | Roth |

|             |           |            |
| Mostert 10’ | Marcatori | 43’ Struth |

| Arbitro: | Dreher |

|                                |           |  |
| Görts 47’ Röber 61’ Ohling 77’ | Marcatori |  |

| Arbitro: | Jensen |

|                                       |           |  |
| Flohe 34’ Müller 56’, 59’ Brücken 80’ | Marcatori |  |

| Arbitro: | Schröder |

|                             |           |  |
| Riege 14’ Funkel 16’ (rig.) | Marcatori |  |

| Arbitro: | Schmoock |

|                                                           |           |             |
| Kremers 27’ Fischer 39’, 89’ Fichtel 75’ (rig.) Oblak 79’ | Marcatori | 65’ Raschid |

| Arbitro: | Engel |

|           |           |                |
| Wloka 25’ | Marcatori | 17’, 84’ Theis |

| Arbitro: | Gabor |

|                                                             |           |           |
| Simonsen 11’ Stielike 24’ Wittkamp 64’, 75’ Bonhof 73’, 86’ | Marcatori | 87’ Wloka |

| Arbitro: | Aldinger |

|           |           |             |
| Wloka 62’ | Marcatori | 52’ Kaemmer |

| Arbitro: | Picker |

|                  |           |                      |
| Diehl 42’ (rig.) | Marcatori | 56’ Riege 80’ Funkel |

| Arbitro: | Scheffner |

|  |           |          |
|  | Marcatori | 12’ Eigl |

| Arbitro: | Eschweiler |

|                           |           |  |
| Seliger 36’ Bruckmann 42’ | Marcatori |  |

### Coppa di Germania
| Arbitro: | Hilker |

|                         |           |                   |
| Lasch 79’ Fritsche 107’ | Marcatori | 7’ (aut.) Hörster |

## Statistiche

### Statistiche di squadra
| Competizione      | Punti | In casa | In casa | In casa | In casa | In casa | In casa | In trasferta | In trasferta | In trasferta | In trasferta | In trasferta | In trasferta | Totale | Totale | Totale | Totale | Totale | Totale | DR  |
| Competizione      | Punti | G       | V       | N       | P       | Gf      | Gs      | G            | V            | N            | P            | Gf           | Gs           | G      | V      | N      | P      | Gf     | Gs     | DR  |
| ----------------- | ----- | ------- | ------- | ------- | ------- | ------- | ------- | ------------ | ------------ | ------------ | ------------ | ------------ | ------------ | ------ | ------ | ------ | ------ | ------ | ------ | --- |
| Bundesliga        | 22    | 17      | 4       | 9       | 4       | 18      | 24      | 17           | 2            | 1            | 14           | 10           | 45           | 34     | 6      | 10     | 18     | 28     | 69     | -41 |
| Coppa di Germania | -     | 0       | 0       | 0       | 0       | 0       | 0       | 1            | 0            | 0            | 1            | 1            | 2            | 1      | 0      | 0      | 1      | 1      | 2      | -1  |
| Totale            | 22    | 17      | 4       | 9       | 4       | 18      | 24      | 18           | 2            | 1            | 15           | 11           | 47           | 35     | 6      | 10     | 19     | 29     | 71     | -42 |

### Andamento in campionato
| Giornata  | 1  | 2  | 3  | 4  | 5  | 6  | 7  | 8  | 9  | 10 | 11 | 12 | 13 | 14 | 15 | 16 | 17 | 18 | 19 | 20 | 21 | 22 | 23 | 24 | 25 | 26 | 27 | 28 | 29 | 30 | 31 | 32 | 33 | 34 |
| --------- | -- | -- | -- | -- | -- | -- | -- | -- | -- | -- | -- | -- | -- | -- | -- | -- | -- | -- | -- | -- | -- | -- | -- | -- | -- | -- | -- | -- | -- | -- | -- | -- | -- | -- |
| Luogo     | T  | C  | T  | C  | T  | C  | T  | C  | C  | T  | C  | T  | C  | T  | C  | T  | C  | C  | T  | C  | T  | C  | T  | C  | T  | T  | C  | T  | C  | T  | C  | T  | C  | T  |
| Risultato | P  | N  | P  | V  | P  | N  | P  | V  | N  | P  | V  | V  | N  | P  | N  | N  | P  | N  | P  | P  | P  | N  | P  | N  | P  | P  | V  | P  | P  | P  | N  | V  | P  | P  |
| Posizione | 14 | 15 | 17 | 13 | 17 | 18 | 18 | 18 | 16 | 18 | 15 | 13 | 12 | 16 | 14 | 14 | 15 | 16 | 16 | 17 | 17 | 18 | 18 | 18 | 18 | 18 | 18 | 18 | 18 | 18 | 18 | 18 | 18 | 18 |

Legenda:

Luogo: C = Casa; T = Trasferta. Risultato: V = Vittoria; N = Pareggio; P = Sconfitta.

### Statistiche dei giocatori
| Giocatore     | Bundesliga | Bundesliga | Bundesliga  | Bundesliga | Coppa di Germania | Coppa di Germania | Coppa di Germania | Coppa di Germania | Totale   | Totale | Totale      | Totale     |
| Giocatore     | Presenze   | Reti       | Ammonizioni | Espulsioni | Presenze          | Reti              | Ammonizioni       | Espulsioni        | Presenze | Reti   | Ammonizioni | Espulsioni |
| ------------- | ---------- | ---------- | ----------- | ---------- | ----------------- | ----------------- | ----------------- | ----------------- | -------- | ------ | ----------- | ---------- |
| N. Brinkmann  | 34         | 1          | 8           | 0          | 1                 | 0                 | 0                 | 0                 | 35       | 1      | 8           | 0          |
| P. Falter     | 10         | 0          | 1           | 0          | 1                 | 0                 | 0                 | 0                 | 11       | 0      | 1           | 0          |
| W. Figura     | 3          | 0          | 0           | 0          | 1                 | 0                 | 0                 | 0                 | 4        | 0      | 0           | 0          |
| W. Franke     | 5          | 0          | 0           | 0          | 1                 | 0                 | 0                 | 0                 | 6        | 0      | 0           | 0          |
| F. Funkel     | 31         | 5          | 1           | 0          | 0                 | 0                 | 0                 | 0                 | 31       | 5      | 1           | 0          |
| P. Hahn       | 26         | 1          | 7           | 0          | 1                 | 0                 | 0                 | 0                 | 27       | 1      | 7           | 0          |
| U. Hansel     | 11         | 0          | 0           | 0          | 0                 | 0                 | 0                 | 0                 | 11       | 0      | 0           | 0          |
| G. Kottán     | 10         | 0          | 1           | 0          | 0                 | 0                 | 0                 | 0                 | 10       | 0      | 1           | 0          |
| M. Kroke      | 31         | 0          | 0           | 0          | 1                 | 0                 | 0                 | 0                 | 32       | 0      | 0           | 0          |
| L. Köstner    | 26         | 4          | 3           | 0          | 1                 | 0                 | 0                 | 0                 | 27       | 4      | 3           | 0          |
| K. Lenzke     | 14         | 0          | 2           | 0          | 1                 | 0                 | 0                 | 0                 | 15       | 0      | 2           | 0          |
| L. Lurz       | 27         | 0          | 0           | 0          | 1                 | 0                 | 0                 | 0                 | 28       | 0      | 0           | 0          |
| P. Lübeke     | 23         | 3          | 1           | 0          | 0                 | 0                 | 0                 | 0                 | 23       | 3      | 1           | 0          |
| H. Mostert    | 24         | 1          | 1           | 0          | 0                 | 0                 | 0                 | 0                 | 24       | 1      | 1           | 0          |
| L. Prehn      | 25         | 0          | 0           | 0          | 1                 | 0                 | 0                 | 0                 | 26       | 0      | 0           | 0          |
| F. Raschid    | 21         | 2          | 2           | 0          | 1                 | 0                 | 0                 | 0                 | 22       | 2      | 2           | 0          |
| H. Riege      | 33         | 5          | 2           | 0          | 0                 | 0                 | 0                 | 0                 | 33       | 5      | 2           | 0          |
| J. Schneiders | 1          | 0          | 0           | 0          | 0                 | 0                 | 0                 | 0                 | 1        | 0      | 0           | 0          |
| W. Steeger    | 1          | 0          | 0           | 0          | 0                 | 0                 | 0                 | 0                 | 1        | 0      | 0           | 0          |
| E. Stieber    | 29         | 0          | 4           | 0          | 0                 | 0                 | 0                 | 0                 | 29       | 0      | 4           | 0          |
| W. Vollack    | 3          | 0          | 1           | 0          | 1                 | 0                 | 0                 | 0                 | 4        | 0      | 1           | 0          |
| R. Willi      | 15         | 0          | 0           | 0          | 0                 | 0                 | 0                 | 0                 | 15       | 0      | 0           | 0          |
| H. Wloka      | 34         | 6          | 1           | 0          | 1                 | 0                 | 0                 | 0                 | 35       | 6      | 1           | 0          |